# Krajinski park Drava
Krajinski park Drava obsega staro strugo Drave in pokrajino ob njej (na Dravskem polju) med Mariborom in Ptujem in sega na območje Mestne občine Maribor, občine Duplek, občine Miklavž na Dravskem polju in občine Starše. Sega od Malečniškega mostu do meje z občino Ptuj, s tem da vključuje staro strugo Drave z vsemi najvrednejšimi biotopi, ki so se še ohranili v tem prostoru, velikem 2337 ha.
Naravovarstveno najbolj dragoceno v tem prostoru so loke - izravnalno območje neposredno ob reki, kjer se voda v času poplav brez škode razliva. Ko pa se vode umaknejo, v lokah zaživi bogato, raznovrstno življenje.

## Dostop
V park ni možno dostopati kjerkoli, saj je ponekod obrežna rast tako gosta, da je dejansko neprehodna. Zato so na nekaterih mestih v parku namestili posamične table z napisi.

## Posebej zaščitena območja znotraj parka
- Botanični naravni spomenik: rastišča rakitovca (Hippophae rhamnoides) pri Miklavžu in pri Dupleku
- Naravni rezervat Zlatoličje

## Ptice
Del Drave med Mariborom in Zavrčem  je uvrščen tudi na seznam mednarodno pomembnih območij za ptice (IBA - angleško: Important Bird Area). Za območja IBA velja, da so bila po vsem svetu določena na podlagi enotnih znanstvenih meril in so namenjena varstvu ptic mednarodnega pomena.